# Damaeus tenuisetosus
Damaeus tenuisetosus är en kvalsterart som först beskrevs av Bayartogtokh 200.  Damaeus tenuisetosus ingår i släktet Damaeus och familjen Damaeidae. Inga underarter finns listade i Catalogue of Life.